# Bouxières-aux-Chênes
Bouxières-aux-Chênes è un comune francese di 1 407 abitanti situato nel dipartimento della Meurthe e Mosella nella regione del Grand Est.

## Società

### Evoluzione demografica
Abitanti censiti